# Longs Peak
Longs Peak je horský vrchol na severu Colorada, ve Spojených státech amerických.
Hora leží v severní části pohoří Front Range, v jižních Skalnatých horách, přibližně 70 km severozápadně od Denveru. Nachází se na území Národní parku Skalnaté hory.
Longs Peak je třetím nejvyšším vrcholem Front Range, třináctým nejvyšším vrcholem Skalnatých hor, dvacátým osmým nejvyšším vrcholem Spojených států a čtyřicátým druhým nejvyšším vrcholem Severní Ameriky.

## Geografie
Hora vystupuje ze západního výběžku Velkých rovin. Na východním svahu v nadmořské výšce 3 900 metrů se nachází ledovec.